# Glenniea pervillei
Glenniea pervillei är en kinesträdsväxtart som först beskrevs av Henri Ernest Baillon, och fick sitt nu gällande namn av Leenhouts. Glenniea pervillei ingår i släktet Glenniea och familjen kinesträdsväxter. Inga underarter finns listade i Catalogue of Life.